# Donna Ragno (serie animata)
Donna Ragno (Spider-Woman), Spider-Woman nella seconda edizione italiana, è una serie animata prodotta dalla DePatie-Freleng Enterprises e dalla Marvel Animation Comics (entrambe di proprietà della Marvel Entertainment) del 1979-1980, composta da sedici episodi. La serie è liberamente tratta dal fumetto della Marvel Comics dedicato alla Donna Ragno.
Questo cartone è stato adattato due volte, con un primo doppiaggio avvenuto negli anni ottanta, e uno successivo negli anni 2000, in occasione della replica Rai. Per l'occasione, l'Uomo Ragno, un altro personaggio Marvel apparso in due episodi, è stato rinominato in Spider-Man, e con esso anche la serie ha abbandonato il nome tradotto e adottato quello originale. Anche la sigla è stata cambiata; inizialmente fu la canzone: Donna Ragno, cantata da Shuki Levy, in seguito una versione tradotta della sigla originale inglese.

## Trama
Secondo la sequenza d'apertura, Jessica Drew è stata morsa da un ragno velenoso da bambina; suo padre le salvò la vita iniettandole un "siero di ragno" sperimentale, che le conferì anche poteri sovrumani. Da adulta, Jessica è caporedattore della Justice Magazine, con altri due impiegati in primo piano; il fotografo Jeff Hunt (un vigliacco codardo che si immaginava comunque un astuto e intraprendente criminale) e il nipote adolescente di Jessica, Billy. Quando sorgono problemi, Jessica scivola via per trasformarsi nella sua identità segreta di Spider-Woman.

## Aspetti salienti
Il cartone reinventa la storia di Jessica Drew, epurandola dalle sue oscure origini fumettistiche: Jessica è giornalista al Justice Magazine, cosa che le dà il pretesto per recarsi da una parte all'altra del mondo a fare la supereroina, stando sempre attenta a non far scoprire la sua identità segreta; specialmente al giovane e impiccione nipote Billy ed al suo pavido collega Miller, che trovano sempre il modo di accompagnarla.

## Personaggi
- Jessica Drew/Donna Ragno – Protagonista della serie.
- Peter Parker/Uomo Ragno
- Billy Drew
- Jeff Hunt
- Det Miller
- Cooper – Il capo della polizia.

## Episodi
| n° | Titolo originale             | Titolo italiano                      | Prima TV USA      |
| -- | ---------------------------- | ------------------------------------ | ----------------- |
| 1  | Pyramids of Terror           | Piramidi di terrore                  | 22 settembre 1979 |
| 2  | Realm of Darkness            | Verso la luce                        | 29 settembre 1979 |
| 3  | The Amazon Adventure         | L'oro delle Amazzoni                 | 6 ottobre 1979    |
| 4  | The Ghost Vikings            | I Vichinghi fantasma                 | 13 ottobre 1979   |
| 5  | The Kingpin Strikes Again    | Kingpin colpisce ancora              | 20 ottobre 1979   |
| 6  | The Lost Continent           | Il continente perduto                | 27 ottobre 1979   |
| 7  | The Kongo Spider             | Il ragno del Congo                   | 3 novembre 1979   |
| 8  | Games of Doom                | Giochi di sventura                   | 10 novembre 1979  |
| 9  | Shuttle to Disaster          | Il dirottamento dello Shuttle        | 17 novembre 1979  |
| 10 | Dracula's Revenge            | La vendetta di Dracula               | 24 novembre 1979  |
| 11 | The Spider-Woman and the Fly | Spider-Woman contro la mosca gigante | 1º dicembre 1979  |
| 12 | Invasion of the Black Hole   | Gli alieni del buco nero             | 8 dicembre 1979   |
| 13 | The Great Magini             | Il grande Magini                     | 15 dicembre 1979  |
| 14 | A Crime In Time              | La macchina del tempo                | 22 dicembre 1979  |
| 15 | Return of the Spider-Queen   | La profezia                          | 29 dicembre 1979  |
| 16 | The Deadly Dream             | Un sogno mortale                     | 5 gennaio 1980    |

### Sinossi degli episodi
- Episodio 1: Jessica Drew indaga su un'invasione aliena in Egitto guidata dalla mummia Khufu. Alla redazione del Justice Magazine è infatti pervenuta la notizia che Spider-Man è scomparso laggiù e si trova prigioniero nella piramide. Spider-Woman dovrà liberare il suo amico e poi unire con le forze con l'Uomo Ragno per respingere l'invasione aliena che ha già raggiunto New York City.

 Nota: in questo episodio compare Spider-Man.
- Episodio 2: Il potente demone Dormammu emerge su un'isola del Pacifico, minacciando di schiavizzare l'umanità con i suoi fedeli adepti. Spider-Woman deve intervenire per fermare questa terrificante minaccia che rischia di mettere in pericolo anche l'incolumità del suo amico e collega Jeff Miller e del nipotino Billy.
- Episodio 3: La ricerca di un carico d'oro rubato da Fort Knox conduce la squadra d'assalto del Justice Magazine fino al Rio delle Amazzoni, dove Jessica Drew, Jeff Miller e il piccolo Billy scoprono un complotto ad opera di Shanna, il capo della tribù delle guerriere Amazzoni, per conquistare il mondo.
- Episodio 4: Il fantasma di una nave vichinga emerge al largo della costa norvegese, mentre Jessica, Jeff e Billy si trovano lì per conto del Justice Magazine. Il piano dell'equipaggio della nave è quello di rubare tutte le ricchezze del mondo, prima di tornare al proprio tempo. Spider-Woman viaggia inavvertitamente indietro fino al 952 dC per sconfiggere i vichinghi.
- Episodio 5: Spider-Woman affronta Kingpin e suoi scagnozzi mentre stanno rapinando una banca ma, dopo aver preso due dei suoi uomini, uno dei tirapiedi di Kingpin riesce a ribaltare la situazione e blocca Spider-Woman, permettendo a Kingpin di fuggire con il bottino. Umiliata e sconfitta, Jessica Drew cerca di incastrare Kingpin scrivendo un articolo di notizie calunniose sul suo conto. Irritato dal recente articolo del Justice Magazine, il boss del crimine ruba allora un raggio sperimentale dell'invisibilità e cerca vendetta sull'editor del giornale. Tuttavia, mentre è invisibile, Kingpin è testimone della trasformazione di Jessica in Spider-Woman, e decide quindi di rivelare pubblicamente l'identità segreta della supereroina.
- Episodio 6: Dopo che alcuni aerei dell'American Air Force svaniscono nel Triangolo delle Bermuda, la squadra del Justice Magazine è chiamata ad indagare. Ben presto Jessica, Jeff e Billy si ritrovano catapultati su un'isola in una dimensione nascosta, dove i dinosauri sono ancora esistenti. Spider-Woman scopre che uno scienziato pazzo sta usando onde cerebrali per controllare i giganteschi rettili progettando un'invasione della Terra.
- Episodio 7: Mentre è in Africa per assistere alle riprese di un film, la squadra del Justice Magazine incontra un ragno gigante che minaccia la popolazione. Spider-Woman interviene, ma si tratta solo di una trappola tesagli dal regista del film per poter girare scene d'azione a basso costo grazie alla lotta tra la supereroina e il ragno gigante, che in realtà è un sofisticatissimo robot. Il regista vorrebbe poi anche Spider-Man nella parte del co-protagonista del suo action movie, e decide di far cadere in trappola anche il tessiragnatele.
- Episodio 8: Alcuni tra i più grandi atleti del mondo vengono misteriosamente rapiti mentre stanno prendendo parte ai giochi atletici di Mosca e sostituiti da loro sofisticate e somiglianti copie androide. Jessica Drew inizia allora un'indagine sotto copertura fingendosi un'atleta per poter essere rapita e scoprire dove vengono condotte le vittime e perché. Mentre una robot identico a Jessica prende così il suo posto al Justice Magazine, Spider-Woman indaga.
- Episodio 9: La squadra del Justice Magazine si trova su una navetta spaziale dirottata che si sta dirigendo verso la luna, dove il supercriminale Steeljaw (Mascella di Ferro) e la sua banda intendono schiavizzare l'umanità. Sulla luna, Steeljaw obbliga Jessica, Jeff e gli altri occupanti dello shuttle a scavare gemme preziose in una miniera sotterranea.
- Episodio 10: Due uomini in cerca di ricchezze aprono la tomba del Conte Dracula e liberano accidentalmente il re dei vampiri, scatenando sul mondo la sua maledizione. La popolazione mondiale è a rischio di essere trasformata in vampiri, e Spider-Woman viaggia in Transilvania per fermare Dracula. Per riuscire a liberarsi dell'indesiderata guastafeste, Dracula libera però altre due terrificanti creature dal loro sonno millenario: il lupo mannaro e il mostro di Frankenstein.
- Episodio 11: Jessica affronta un ex assistente di ricerca di suo padre, che si è trasformato in una mosca umanoide dopo un incidente in laboratorio. Per scoprire l'identità segreta di Spider-Woman, che sta intralciando i suoi piani malvagi, la mosca gigante crea una formula che priva Jessica dei suoi poteri di ragno.
- Episodio 12: Un UFO sta cercando di inghiottire la Terra in un buco nero. Spider-Woman interviene e penetra nell'astronave degli alieni che stanno cercando di invadere il pianeta. All'interno scopre il dispositivo che genera il buco nero, ma il macchinario è protetto dal malvagio alieno di nome Graviton, che la imprigiona e tenta di far inghiottire anche lei nel buco.
- Episodio 13: Jessica, Jeff e Billy partecipano ad uno spettacolo di magia, quando il mago protagonista ruba una tela molto preziosa durante lo spettacolo. Jessica si trasforma in Spider-Woman e scopre che il prestigiatore è il ladro Magini capace di creare incredibili illusioni servendosi della sua bacchetta speciale. Il grande Magini tenta poi di rubare i punti di riferimento più famosi del mondo.
- Episodio 14: Il furto di una macchina del tempo sperimentale da parte di un criminale che si fa chiamare Dottor T. scatena un'invasione di creature aliene provenienti dall'anno 3000. Per salvare l'umanità, Jessica è costretta a trasformarsi di fronte a Jeff e Billy, rivelando la sua identità segreta di Spider-Woman, ma poi escogita un trucchetto per fargli dimenticare quanto hanno visto.
- Episodio 15: Mentre sta affrontando Nessie, il mostro del lago di Lochness, Spider-Woman finisce in una caverna sotterranea dove incontra una colonia di ragni umanoidi. Questa razza aliena crede che Jessica sia la loro regina da tempo perduta, ritornata secondo la profezia, e le fanno il lavaggio del cervello per convincerla a riunirsi a loro e a combattere contro gli esseri umani che vivono nel mondo di superficie. Grazie ad un gigantesco carro armato e guidati dall'inconsapevole Donna Ragno, gli alieni ragno iniziano così l'invasione della Terra.
- Episodio 16: Un alieno viene liberato dalla sua prigione di ghiaccio e minaccia il mondo con i suoi poteri che inducono il sonno. Fatti prigionieri gli esseri umani intrappolandoli per sempre nel mondo dei sogni, Spider-Woman si lascia addormentare per penetrare anche lei nella dimensione onirica e cercare di salvare il suo amico Jeff e il nipote Billy.

## Distribuzione in Home media
Nel 2008 questa serie animata è stata programmata per il rilascio in DVD nel Regno Unito da parte di Liberation Entertainment come parte di un programma di rilascio delle serie Marvel Animated. Tuttavia, il rilascio non è mai stato dovuto al fallimento della Liberazione. La serie completa Donna Ragno è stata finalmente rilasciata in formato Région 2 DVD il 20 luglio 2009. La serie è rilasciata in una versione 2 dischi da Clear Vision Ltd.
La serie è stata resa disponibile sul servizio di streaming Disney+ al suo lancio negli Stati Uniti il 12 novembre 2019.